# Заповедный (Приморский край)
Запове́дный — село в Лазовском районе Приморского края России. Входит в состав Беневского сельского поселения.

## География
Село стоит на восточном берегу бухты Киевка Японского моря, недалеко от устья реки Киевка.
Дорога к селу Заповедный от села Киевка идёт на юг, по левому берегу реки Киевка, расстояние около 8 км. На юго-восток от села Заповедный дорога идёт к населённому пункту Маяк-Островной.

## История
С 2002 года по 2011 год село носило наименование Заповедное.

## Население
| 2002 | 2007 | 2008 | 2010 |
| ---- | ---- | ---- | ---- |
| 4    | ↗8   | ↘1   | ↗4   |

## Улицы
- ул. Береговая,
- ул. Морская,
- ул. Пограничная.